# 1704.
◄ | 17. stoljeće | 18. stoljeće | 19. stoljeće | ►
◄ | 1670-ih | 1680-ih | 1690-ih | 1700-ih | 1710-ih | 1720-ih | 1730-ih | ►
◄◄ | ◄ | 1701. | 1702. | 1703. | 1704. | 1705. | 1706. | 1707. | ► | ►►
Arhitektura • Astronomija • Biologija • Glazba • Kazalište • Kemija • Kiparstvo • Knjige • Književnost • Kršćanstvo • Medicina • Politika • Pravo • Promet • Slikarstvo • Znanost

## Rođenja
- Andrija Kačić Miošić, hrvatski pjesnik, filozofski pisac i kroničar († 1760.)

## Smrti
- 28. listopada – John Locke, engleski filozof empirist (* 1632.)
- 3. listopada – Jean-Baptiste Denys, francuski liječnik, prvi izvršio transfuziju krvi (* 1643.)?

## Vanjske poveznice
|  | Zajednički poslužitelj ima još gradiva o temi 1704. |